# Vlag van Nieuwerkerk

Vlag van Nieuwerkerk

De vlag van Nieuwerkerk werd in 15 april 2009 door het Nederlandse dorp Nieuwerkerk in gebruik genomen. De vlag is ontworpen door Hans van Heijningen.
De beschrijving zou kunnen luiden: 
"Overeenkomstig het wapen, waarbij het schildhoofd naar de broekzijde van de vlag is verplaatst"
De vlag is identiek aan het gemeentewapen, zij het gekanteld, waarbij het schildhoofd naar de broekingszijde is verplaatst. De vlag is identiek aan de vlag van Duiveland maar dan zonder ruiten.

## Verwante afbeeldingen

Het wapen van Nieuwerkerk (Duiveland)
De vlag van Duiveland
De vlag van Ouwerkerk

Boschkapelle
· Cadzand
· Clinge
· Eede
· Graauw en Langendam
· Haamstede
· 's-Heer Arendskerke
· 's-Heerenhoek
· Heille
· Heinkenszand
· Hengstdijk
· Hoedekenskerke
· Hoek
· Hoofdplaat
· Koewacht
· Kwadendamme
· Nieuwerkerk
· Nieuwvliet
· Ossenisse
· Ouwerkerk
· Overslag
· Philippine
· Retranchement
· Rilland
· Scharendijke
· Serooskerke (Schouwen-Duiveland)
· Serooskerke (Veere)
· Sint Anna ter Muiden
· Sint-Annaland
· Sint Kruis
· Sirjansland
· Stoppeldijk
· Yerseke